# 1. československá fotbalová liga 1980/1981
1. československou ligu v sezóně 1980 – 1981 vyhrál Baník Ostrava.

## Tabulka ligy
| Poř. | Tým                           | Z  | V  | R  | P  | VG | OG | B  |
| ---- | ----------------------------- | -- | -- | -- | -- | -- | -- | -- |
| 1.   | TJ Baník Ostrava OKD          | 30 | 18 | 4  | 8  | 44 | 19 | 40 |
| 2.   | ASVS Dukla Praha              | 30 | 16 | 6  | 8  | 51 | 30 | 38 |
| 3.   | TJ Bohemians ČKD Praha        | 30 | 16 | 4  | 10 | 54 | 30 | 36 |
| 4.   | TJ Sparta ČKD Praha           | 30 | 15 | 6  | 9  | 40 | 26 | 36 |
| 5.   | TJ Lokomotíva Košice          | 30 | 11 | 10 | 9  | 43 | 34 | 32 |
| 6.   | TJ RH Cheb                    | 30 | 12 | 8  | 10 | 41 | 36 | 32 |
| 7.   | SK Slavia IPS Praha           | 30 | 13 | 6  | 11 | 40 | 48 | 32 |
| 8.   | TJ Tatran Prešov              | 30 | 12 | 5  | 13 | 47 | 44 | 29 |
| 9.   | TJ Slovan CHZJD Bratislava    | 30 | 12 | 5  | 13 | 40 | 38 | 29 |
| 10.  | TJ Spartak Trnava             | 30 | 13 | 3  | 14 | 36 | 43 | 29 |
| 11.  | TJ Inter Bratislava           | 30 | 12 | 5  | 13 | 34 | 52 | 29 |
| 12.  | TJ Zbrojovka Brno             | 30 | 10 | 8  | 12 | 42 | 45 | 28 |
| 13.  | TJ Plastika Nitra             | 30 | 11 | 4  | 15 | 31 | 49 | 26 |
| 14.  | ASVŠ Dukla Banská Bystrica    | 30 | 10 | 5  | 15 | 31 | 43 | 25 |
| 15.  | TJ Spartak ZVÚ Hradec Králové | 30 | 10 | 5  | 15 | 31 | 43 | 25 |
| 16.  | TJ ZŤS Košice                 | 30 | 5  | 4  | 21 | 29 | 54 | 14 |

## Soupisky mužstev

### TJ Baník Ostrava OKD
Pavel Mačák (12/0/6),
Pavol Michalík (19/0/13) –
Milan Albrecht (15/0),
Augustín Antalík (28/6),
Václav Daněk (24/8),
Josef Foks (2/0),
Ivan Gábor (3/0),
František Kadlček (1/0),
Lubomír Knapp (30/3),
Verner Lička (24/9),
Zdeněk Lorenc (6/1),
Jozef Marchevský (3/0),
Jan Matuštík (16/0),
Petr Němec (30/7),
Václav Pěcháček (23/0),
Libor Radimec (30/1),
Zdeněk Rygel (20/1),
Lubomír Šrámek (26/0),
Zdeněk Šreiner (28/3),
Zdeněk Válek (15/4),
Rostislav Vojáček (19/1) –
trenér Evžen Hadamczik, asistent Erich Cviertna

### ASVS Dukla Praha
Jaroslav Netolička (15/04),
Karel Stromšík (14/0/5),
Zdeněk Tulis (1/0/1) –
Jan Fiala (29/0),
Miroslav Gajdůšek (27/2),
Ján Kapko (8/0),
Pavel Korejčík (8/2),
Ján Kozák (29/9),
Tomáš Kříž (20/1),
Luděk Macela (29/0),
Zdeněk Nehoda (24/12),
Josef Novák (10/0),
Stanislav Pelc (25/8),
Petr Rada (29/2),
Oldřich Rott (25/6),
Václav Samek (24/0),
Jozef Sobota (1/0),
František Štambachr (20/1),
Ladislav Vízek (29/7) –
trenér Ladislav Novák, asistent Jan Brumovský

### TJ Bohemians ČKD Praha
Zdeněk Hruška (23/0/7),
Jan Poštulka (8/0/3) –
Přemysl Bičovský (29/4),
Milan Čermák (11/4),
Dušan Herda (15/2),
Pavel Chaloupka (30/4),
František Jakubec (29/5),
Pavel Klouček (16/4),
Jiří Kotrba (4/0),
Zdeněk Koukal (27/2),
Zdeněk Krupka (1/0),
Stanislav Levý (15/2),
Tibor Mičinec (25/10),
Jaroslav Němec (27/6),
Jiří Ondra (25/3),
Antonín Panenka (14/5),
Zdeněk Prokeš (28/2),
Jiří Rosický (4/0),
Karel Roubíček (21/0),
Vladimír Tábor (12/1),
Rostislav Vybíral (7/0) –
trenér Tomáš Pospíchal, asistent Josef Zadina

### TJ Sparta ČKD Praha
Miroslav Koubek (3/0/3),
Miroslav Stárek (27/0/12) –
Jan Berger (30/1),
Jaroslav Bříza (6/0),
Zdeněk Caudr (21/0),
Václav Homola (7/0),
Jozef Horváth (2/0),
Zbyněk Houška (11/0),
Vratislav Chaloupka (25/9),
Josef Jarolím (28/5),
Václav Kotal (26/7),
Jaroslav Kotek (29/0),
Jaroslav Pollák (10/0),
Jan Pospíšil (6/0),
Ladislav Prostecký (6/0),
Josef Raška (19/3),
Petr Slaný (24/8),
František Straka (30/1),
Tomáš Stránský (19/1),
Zdeněk Ščasný (28/0),
Milan Vdovjak (19/4) –
trenéři Jiří Rubáš (1.–21. kolo), Jiří Rubáš a Milan Kollár (22. kolo) a Antonín Rýgr (23.–30. kolo), asistent Milan Kollár

### TJ Lokomotíva Košice
Stanislav Seman (30/0/10),
Marián Vraštiak (1/0/0) –
Ivan Čabala (28/2),
Vladimír Dobrovič (29/0),
Gejza Farkaš (30/11),
Peter Fecko (30/5),
Peter Jacko (23/8),
Zdeno Kosť (26/0),
Eduard Kováč (10/0),
Peter Lovacký (23/1),
Alexander Péter (19/5),
Jiří Repík (29/0),
Stanislav Strapek (30/4),
Jozef Suchánek (30/1),
Ladislav Vankovič (30/6),
Ľudovít Žitňár (1/0) –
trenér Ondrej Ištók, asistenti Ladislav Belanský a Ján Paulinský

### TJ Rudá hvězda Cheb
Václav Lavička (26/0/8),
Luděk Mikloško (6/0/2) –
Petr Bauman (14/1),
Karel Bubla (1/0),
Vladimír Čermák (30/0),
Vladimír Hruška (30/12),
Jozef Chovanec (27/6),
Miroslav Kašpar (10/0),
Zdeněk Koubek (28/0),
Josef Latislav (9/1),
Milan Lindenthal (28/4),
Zdeněk Páleník (2/0),
Vlastimil Petržela (13/5),
Lubomír Pokluda (28/5),
Miroslav Siva (2/0),
Stanislav Smolaga (25/0),
Milan Svojtka (29/1),
Jaroslav Šilhavý (10/0),
Vladimír Šišma (29/6),
Josef Wunsch (7/0) –
trenér Jiří Lopata, asistent František Plass

### SK Slavia Praha IPS
Miroslav Kováč (22/0/5),
Jaromír Šticha (9/0/2),
František Zlámal (2/0/0) –
Dušan Herda (9/1),
Peter Herda (20/3),
Zbyněk Hotový (19/4),
Karel Jarolím (29/6),
Jiří Jeslínek (28/5),
Lubomír Juřica (13/0),
Stanislav Kocourek (1/0),
Stanislav Koller (3/0),
Vladislav Lauda (30/1),
Ivo Lubas (19/1),
Tomáš Matějček (10/0),
Karel Nachtman (28/0),
Miroslav Pauřík (25/0),
Petr Pecka (6/0),
Josef Pešice (28/8),
Miroslav Příložný (18/2),
Oldřich Smolík (2/0),
Pavol Stričko (27/1),
Zdeněk Šajtar (15/5),
Rostislav Šesták (5/0),
Jiří Zamazal (16/2),
Ľubomír Zvoda (1/0) –
trenéři Bohumil Musil (1.–13. kolo) a Josef Bouška (14.–30. kolo), asistenti Josef Bouška a Alois Jonák

### TJ Tatran Prešov
Ján Cepo (12/0/2),
Eleg Jakubička (1/0/0),
Jaroslav Matkobiš (7/0/1),
Milan Veselý (11/0/5) –
Luboš Anina (30/6),
Zoltán Breuer (12/0),
Alexander Comisso (14/0),
Anton Filarský (21/1),
Vladimír Gombár (12/3),
Vladimír Harajda (5/0),
Marián Jozef (17/2),
Mikuláš Komanický (9/0),
Igor Kustra (2/0),
Ľubomír Kvačkaj (10/0),
Miroslav Labun (19/4),
Bartolomej Majerník (20/2),
Jozef Oboril (26/3),
Vladimír Rusnák (29/7),
Pavol Suško (18/2),
Jozef Šálka (27/13),
Štefan Švaňa (1/0),
Ján Turák (1/0),
Jozef Šajánek (24/2),
Andrej Valíček (17/2),
Štefan Varga (24/0) –
trenér Štefan Hojsík, asistent Ján Zachar

### TJ Slovan CHZJD Bratislava
Jozef Hroš (16/0/3),
Milan Mana (15/0/3) –
Rudolf Bobek (25/0),
Pavol Bojkovský (15/1),
Jozef Brňák (22/0),
Jaroslav Černil (24/0),
Dušan Galis (19/7),
Ján Haraslín (8/0),
Ján Hikl (3/0),
Marián Ježík (3/0),
Milan Kušnír (30/2),
Dušan Leško (23/0),
Marián Masný (30/16),
Peter Matovič (25/1),
Ján Neshyba (14/0),
Anton Ondruš (15/1),
Boris Šimkovič (1/0),
Ján Švehlík (29/8),
Marián Takáč (26/4),
Vojtech Varadin (21/0),
Bohuš Víger (14/0),
Alfonz Višňovský (7/0) –
trenér Anton Malatinský, asistenti Jozef Obert a Anton Urban (od 1. ledna 1981)

### TJ Spartak TAZ Trnava
Miloš Bartoš (6/0/0),
Bohumil Ecker (1/0/0),
Dušan Keketi (25/0/11) –
Ľudovít Baďura (13/2),
Ján Barkóci (19/4),
Pavol Benčo (22/1),
Július Bielik (27/2),
Marián Brezina (29/6),
Alexander Cabaník (12/3),
Jozef Dian (28/4),
Peter Fijalka (10/1),
Ján Gabriel (2/0),
Michal Gašparík (13/0),
Vladimír Gerič (8/1),
Marián Kopčan (25/1),
Vladimír Korytina (23/2),
Rudolf Kramoliš (25/3),
Milan Lackovič (4/0),
Viliam Martinák (30/5),
Jozef Medgyes (8/0),
Peter Mrva (22/0),
Jozef Nemčovič (5/0),
Milan Zvarík (28/1) –
trenér Kamil Majerník, asistent Alojz Fandel

### TJ Inter Slovnaft Bratislava
Jaroslav Červeňan (14/0/5),
Anton Jánoš (9/0/0),
Miroslav Mentel (7/0/4),
Peter Šmahel (2/0/1) –
Milan Bagin (17/0),
Jozef Barmoš (30/1),
Peter Bartoš (4/0),
Rudolf Ducký (30/1),
Bohuslav Duchoň (2/0),
Marián Elefant (23/0),
Ladislav Hudec (29/2),
Vladimír Lajčák (3/0),
Peter Michalec (27/1),
Peter Mráz (27/6),
Milan Paliatka (23/1),
Peter Poláček (11/0),
Jozef Stipanitz (27/4),
Jaroslav Šimončič (30/0),
Marián Tomčák (26/15),
Ján Tršo (25/3) –
trenéři Dušan Abrahám (1.–11. kolo), Justín Javorek (12.–30. kolo), asistenti Milan Hrica a Ottmar Deutsch

### TJ Zbrojovka Brno
Eduard Došek (1/0/0),
Josef Hron (29/0/7) –
Bronislav Blaha (8/0),
Miroslav Bureš (5/0),
Libor Došek (30/5),
Karel Dvořák (7/1),
Jan Homola (14/1),
Štefan Horný (28/0),
Petr Janečka (24/5),
Karel Jarůšek (18/5),
Augustin Košař (11/1),
Vítězslav Kotásek (25/2),
Karel Kroupa (18/9),
Josef Mazura (28/0),
František Mikulička (28/7),
Jaroslav Petrtýl (23/0),
František Schneider (11/0),
Stanislav Schwarz (13/0),
Jindřich Svoboda (27/2),
Rostislav Václavíček (30/0) –
trenér Valerián Švec, asistent Viliam Padúch

### Plastika Nitra
Marián Magdolen (17/0/5),
Vladimír Szabó (9/0/2),
Rastislav Vincúr (6/0/0) –
Dušan Borko (18/5),
Stanislav Dominka (22/0),
Juraj Filo (9/0),
Ján Greguš (6/1),
Ján Hlavatý (29/4),
Peter Hodúr (27/5),
Ivan Horn (26/1),
Ján Ilavský (29/0),
Michal Ivan (11/0),
Jozef Ivančík (24/1),
Róbert Jež (23/4),
Jozef Kukučka (30/1),
Miloš Lejtrich (4/1),
Dušan Liba (16/0),
Zoltán Molnár (29/4),
Jaroslav Ťažký (15/3),
Anton Žember (22/0) –
trenér František Skyva, asistent Eduard Borovský

### ASVŠ Dukla Banská Bystrica
Dušan Boroš (2/0/0),
Vladimír Borovička (24/0/7),
Ján Veselý (4/0/2) –
Vladimír Bednár (15/0),
Ivan Bilský (24/1),
Karol Brezík (26/1),
Jozef Bubenko (18/6),
Ladislav Jurkemik (26/4),
Jaroslav Kališ (15/2),
Ján Kocian (18/0),
Emil Kolkus (28/4),
Michal Kopej (20/0),
Jozef Kubica (18/2),
František Kunzo (25/0),
Ján Máčaj (7/1),
Jozef Majzlík (14/1),
Stanislav Močár (6/1),
Milan Nemec (29/5),
Slavomír Páleš (4/0),
Igor Samotný (2/0),
Dezider Siládi (19/0),
Jozef Sobota (6/0),
Miloš Targoš (16/0),
Peter Zelenský (11/3) –
trenéři Juraj Lakota (1.–8. kolo a 11.–15. kolo), František Cerman (9.–10. kolo) a Viliam Kováčik (16.–30. kolo), asistenti Peter Benedik (1.–15. kolo) a Juraj Lakota (16.–30. kolo)

### TJ Spartak Hradec Králové ZVÚ
Petr Jindra (2/0/0),
Zdeněk Votruba (28/0/10) –
Jiří Finger (30/5),
Zbyněk Finger (2/0),
Jiří Hajský (15/3),
Josef Hanák (20/6),
Jaroslav Hůlka (30/4),
Petr Knap (18/0),
Karel Krejčík (1/0),
Miloš Mejtský (23/6),
Vladimír Mráz (29/0),
Jaroslav Mudruňka (30/2),
Luděk Pečenka (27/1),
Josef Petřík (28/0),
Jan Pospíšil (8/0),
Jan Rolko (23/0),
Václav Skořepa (3/0),
Milan Šmolka (10/1),
Miroslav Švadlenka (22/0),
Richard Veverka (16/2),
Jiří Vondřejc (6/0) –
trenéři Rudolf Šindler (1.–15. kolo), Dušan Uhrin (16.–30. kolo), asistenti Dušan Uhrin (1.–15. kolo), Jaroslav Fišer (16.–30. kolo)

### TJ ZŤS Košice
Teodor Arendarčik (3/0/0),
Tibor Matula (14/0/0),
Ivan Žiak (14/0/3) –
Bohumil Andrejko (29/10),
Andrej Babčan (28/4),
Ladislav Borbély (7/0),
Andrej Daňko (26/1),
Milan Ferančík (12/0),
Ján Gajdoš (22/7),
Ľubomír Graban (3/0),
Jozef Grík (13/2),
Miroslav Hirko (5/0),
Václav Chovanec (8/0),
Štefan Jutka (1/0),
Ján Kuchár (28/2),
Ladislav Lipnický (29/1),
Vladimír Marchevský (27/0),
Jaroslav Mračko (9/0),
Ivan Nemčický (25/1),
Jozef Norocký (28/1),
Marián Paholok (3/0),
Jaroslav Sedlák (5/0),
Ladislav Tamáš (29/0),
Štefan Zajac (5/0) –
trenéři Jozef Karel (1.–8. kolo), Anton Švajlen (9.–30. kolo), asistenti Anton Švajlen (1.–8. kolo) a Ján Hunčár (9.–30. kolo)